# Liubar
Liubar (în ucraineană Любар) este așezarea de tip urban de reședință a raionului Liubar din regiunea Jîtomîr, Ucraina. În afara localității principale, nu cuprinde și alte sate.

## Demografie
Componența lingvistică a așezării de tip urban Liubar
     Ucraineană (97,5%)
     Rusă (2,18%)
     Alte limbi (0,12%)
Conform recensământului din 2001, majoritatea populației așezării de tip urban Liubar era vorbitoare de ucraineană (97,5%), existând în minoritate și vorbitori de rusă (2,18%).